# Ilias Khatzipavlis
Ilias Khatzipavlis (grekiska: Ηλίας Χατζηπαυλής), född 24 maj 1949 i Pireus, är en grekisk seglare. Han deltog i fyra olympiska spel mellan 1972 och 1988. Khatzipavlis tog en silvermedalj i Finnjolle vid olympiska sommarspelen 1972 i München.